# Mara Bešter
Mara Bešter, slovenska ekonomistka in družbenopolitična delavka, * 16. julij 1922, Kamnik, † 31. julij 2010.

## Življenje in delo
Diplomirala je 1956 na ljubljanski Ekonomski fakulteti (EF) in 1960 prav tam doktorirala ter tako postala prva slovenska doktorica ekonomskih znanosti. Po diplomi je postala predavateljica na ljubljanski EF in bila 1972 izvoljena za redno profesorico statistike. Njeno raziskovalno delo je bilo razdeljeno na tri tematska področja. Na področju novega sistema družbenih dejavnosti ji je uspelo zgraditi konsistenten in zaokrožen sistem teh dejavnosti. Drugo področje se je nanašalo na biološko reprodukcijo in položaj žensk v družbi. Tretje področje pa je bilo raziskovanje kazalcev celotne družbene reprodukcije. Delala je sistematičen pregled celotne vzhodne zahodne ekonomske literature in teoretično utemeljila pojem družbenega produkta. Objavila je več strokovnih in znanstvenih člankov ter visokošolskih učbenikov. 
V narodnoosvobodilno borbo se je aktivno vključila pozimi 1942, po koncu vojne pa je delovala v raznih družbenopolitičnih organih in bila med drugim poslanka ustavodajne in prve Skupščine Ljudske republike Slovenije ter poslanka zvezne skupščine. Od leta 1975 članica republiškega sveta za družbeni razvoj in ekonomsko politiko. Leta 1982 je bila izvoljena za sodnico ustavnega sodišča Slovenije.
Leta 1986 je prejela svečano listino in zlato plaketo Univerze v Ljubljani, 1992 je bila imenovana še za njeno zaslužno profesorico. Bila je tudi častna članica Zveze ekonomistov Slovenije.